# Debra Elmegreen

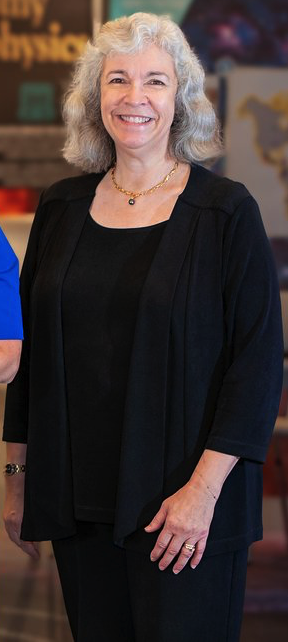
Debra Elmegreen, 2018

Debra Meloy Elmegreen (* 23. November 1952 in South Bend, Indiana) ist eine US-amerikanische Astronomin.

## Leben
Debra Elmegreen studierte ab 1971 an der Princeton University und machte dort 1975 als erste Frau ihren Bachelor-Abschluss in Astrophysik. 1977 erwarb sie den Master-Grad an der Harvard University, wo sie 1979 mit einer Arbeit zur Sternentstehung promoviert wurde. Von 1979 bis 1981 war sie Postdoktorandin am Mount-Wilson- und Las-Campanas-Observatorium. Von 1981 bis 1988 war sie Gastwissenschaftlerin am IBM Thomas J. Watson Research Center. 1985 wurde sie Assistant Professor, 1990 Associate Professor und 1996 ordentliche Professorin am Vassar College in Poughkeepsie, New York.
Elmegreen leistete wichtige Beiträge zum Verständnis der Sternentstehung im frühen Universum, der Struktur von Spiral- und wechselwirkenden Galaxien und der Evolution von Galaxien. Für ihre Untersuchungen nutzte sie Daten aus dem Radiowellen-, dem optischen und dem Bereich des Nahen Infrarot, speziell auch solche, die mit dem Spitzer- und dem Hubble-Weltraumteleskop gewonnen wurden.
2011 wurde sie zum Fellow der American Association for the Advancement of Science gewählt. Von 2010 bis 2012 war sie Präsidentin der American Astronomical Society. Sie ist gegenwärtig Vizepräsidentin des Exekutivkomitees der Internationalen Astronomischen Union. 2019 wurde sie in die American Academy of Arts and Sciences gewählt.
Sie ist mit Bruce Elmegreen verheiratet, mit dem sie zahlreiche wissenschaftliche Arbeiten veröffentlichte.